# Wicklow Way
Wicklow Way (irl. Sli Cualann Nua) – szlak turystyczny w Irlandii o długości 129 km, biegnący poprzez góry Wicklow. 
Trasa szlaku zaczyna się w Marlay Park w południowych przedmieściach Dublina i przebiega w większości w hrabstwie Wicklow a kończy się w miejscowości Clonegal w hrabstwie Carlow. 
Szlak oznaczony jest żółtym znakiem w formie miniatury pieszego turysty i strzałki wskazującej kierunek marszu. Został wyznaczony przez Irlandzką Radę Sportu (Irish Sports Council). Aby przejść całość trasy zazwyczaj potrzeba 5-7 dni. Jest to jedna z najbardziej uczęszczanych tras turystycznych Irlandii, po której spaceruje nawet do 24,000 ludzi rocznie odwiedzając najpopularniejsze odcinki z malowniczymi widokami.